# Semaeopus dentilinea
Semaeopus dentilinea là một loài bướm đêm trong họ Geometridae.